# Nicolae Csupor
Nicolae Csupor (în maghiară Csupor Miklós) a fost voievod al Transilvaniei între anii 1468-1472.